# Vuelta a Colombia Femenina
Die Vuelta a Colombia Femenina ist ein Straßenradrennen im Frauenradsport in Kolumbien.
Das Etappenrennen wurde 2016 mit Unterstützung des kolumbianischen Radsportverbandes zur Förderung des Frauenradsports in Kolumbien ins Leben gerufen und war bei der Erstaustragung Teil des nationalen Kalenders. Seit 2017 steht das Rennen im Rennkalender der UCI  und ist in die Kategorie 2.2 eingestuft. Die Strecke führt in fünf oder sechs Teilabschnitten durch verschiedene Regionen des Landes.

## Palmarès
| Jahr | Sieger                    | Zweiter                   | Dritter           |
| ---- | ------------------------- | ------------------------- | ----------------- |
| 2016 | Ana Sanabria              | Lilibeth Chacón           | Lorena Colmenares |
| 2017 | Ana Sanabria              | Lilibeth Chacón           | Liliana Moreno    |
| 2018 | Ana Sanabria              | Liliana Moreno            | Marcela Prieto    |
| 2019 | Aranza Valentina Villalón | Camila Valbuena           | Natalia Muñoz     |
| 2020 | Miryam Nuñez              | Lorena Colmenares         | Lina Hernández    |
| 2021 | Lilibeth Chacón           | Aranza Valentina Villalón | Miryam Nuñez      |
| 2022 | Diana Peñuela             | Lina Hernández            | Anet Barrera      |
| 2023 | Lilibeth Chacón           | Diana Peñuela             | Ana Sanabria      |
| 2024 | Lilibeth Chacón           | Nadia Gontova             | Estefanía Herrera |
| 2025 |                           |                           |                   |